# Mỹ Linh

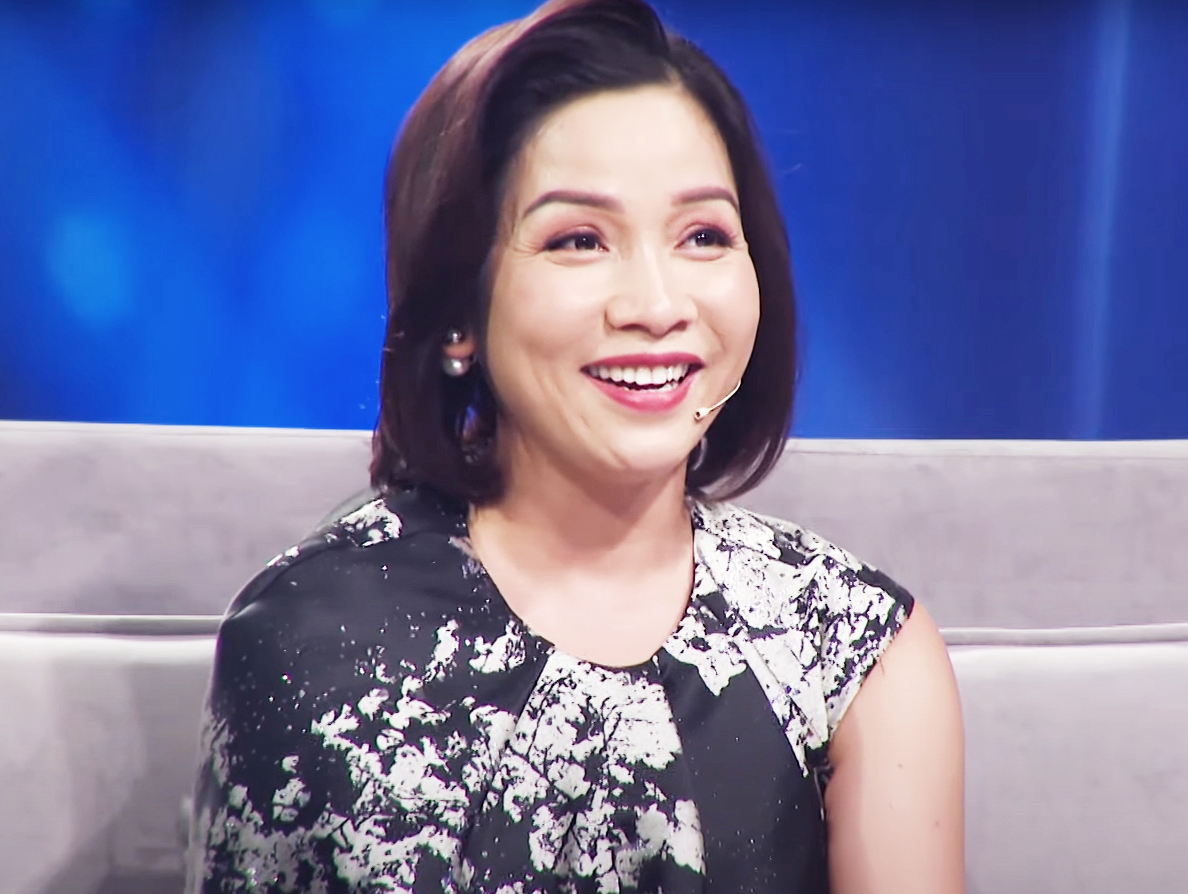
Mỹ Linh, 2020

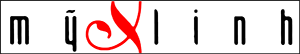
Logo der Sängerin

Mỹ Linh  (geboren als Đỗ Mỹ Linh am 19. August 1975 in Hanoi) ist eine vietnamesische Sängerin. Neben Thanh Lam, Hồng Nhung und Trần Thu Hà gilt sie als eine der vier bekanntesten Sängerinnen der vietnamesischen Musik. Sie ist außerdem die einzige vietnamesische Sängerin, die bei einem US-amerikanischen Plattenlabel unter Vertrag steht.

## Biografie

### Jugend und Ausbildung
Mỹ Linh wurde als Tochter einer Arbeiterfamilie in Hanoi geboren. Sie besuchte die Grund- und Mittelschule im Hai Ba Trung District von Hanoi und zeigte schon in einem frühen Alter Talent und musikalisches Können. So erhielt sie Auszeichnungen bei zahlreichen regionalen Musikwettbewerben für Kinder. Im Jahr 1994 schloss sie die Bạch Mai High School ab und erlangte den ersten Platz in der Aufnahmeprüfung des Hanoi Conservatory of Music. Ihren Abschluss in Musik an der Conversatory und Englisch an der Language Link School erhielt sie 1997. Parallel zu Schule und Studium startete sie ihre Musikkarriere.

### Musikkarriere
Mỹ Linh gewann mit der Band Hoa Sữa im August 1993 den zweiten Platz des nationalen Popmusikfestivals. Sie selbst erhielt einen Preis als Best New Artist für ihren von Ngọc Châu komponierten Song Thì Thầm Mùa Xuân. Dieses Festival wurde damit zum Auftakt ihrer Karriere.
Im Jahr 1998 heiratete Mỹ Linh den Komponisten und Regisseur Anh Quân. Die beiden haben zwei gemeinsame Kinder. Die Ehe hatte auch Einfluss auf die weitere Ausrichtung ihrer musikalischen Karriere. Mỹ Linh zeigt großes Interesse daran, traditionelle vietnamesische Musik mit westlichen Elementen zu verbinden. Ihr Ehemann, ebenfalls Mitglied der Soul- und Funkband Anh Em und wurde zu ihrem Haupt-Songwriter. Mỹ Linh wechseltedaher von einer eher klassisch orientierten Karriere nun zu eher poporientierten Klängen. Ihre Musik enthielt nun auch Elemente des Soul, Funk und R&Bs. In der Folge tourte sie mit ihrem Programm Tiếng Hát Mỹ Linh durch ihr Heimatland. Dabei hatte sie Auftritte in Hanoi, Đà Nẵng und Ho-Chi-Minh-Stadt. 1999 veröffentlichte sie das Album Tóc Ngắn.
Im Jahr 2003 unterschrieb Mỹ Linh einen Vertrag mit dem US-amerikanischen Plattenlabel Blue Records. Ihr Vorhaben, ein englischsprachiges Album zu veröffentlichen, zog eine breite Berichterstattung in den Medien von Vietnam nach sich. Coming to America wurde 2004 veröffentlicht und enthielt fast ausschließlich englischsprachige Stücke.
2005 erschien das Album Chat với Mozart, das seine Wurzeln in der Klassischen Musik hat. Obwohl Wolfgang Amadeus Mozart als Namensgeber für das Album herhalten musste, befindet sich tatsächlich kein einziges Mozart-Stück auf dem Album. Stattdessen enthielt das Album einen Crossover aus Klassischen Stücken von Vivaldi, Schubert und Tschaikowski und Jazz, Soul und R&B.
Im Jahr 2006 trat Mỹ Linh in der Castingshow Sao Mai Điểm Hẹn (eine Variante von Pop Idol) des vietnamesischen Fernsehens als Jury-Mitglied auf.
Mỹ Linh tourte durch in mehreren Länder, darunter China, Thailand, Korea, Russland, Deutschland, Tschechische Republik, Ukraine, Schweiz, Großbritannien, Kuba, den Vereinigten Staaten, Kanada und Australien. Im Jahr 2006 vertrat sie als einzige vietnamesische Künstlerin ihr Land bei den Asian Divas Night in Nagoya, Japan.

## Politisches Engagement
Alle Bestrebungen von Mỹ Linh den westlichen Markt zu erobern, entstanden im Einverständnis der Kommunistischen Partei Vietnams. Nach eigener Aussage versucht sie sowohl im Westen Interesse für vietnamesische Musik zu wecken, als auch Vietnam für klassische, westliche Musik empfänglich zu machen. Sie tritt häufig auf politischen Veranstaltungen und im vietnamesischen Fernsehen auf. Am 26. Juli 2011 wurde sie sogar zur Tourismus-Botschafterin für die Republik Korea ernannt.
Im Jahr 2004 veröffentlichte Mỹ Linh eine Aufnahme, in der sie vor dem Verzehr von Bärengalle warnte, da diese für die Populationen von wilden Bären eine ernste Gefahr darstelle. Dieser Kurzfilm, der von mehreren vietnamesischen Fernsehanstalten vorgestellt wurde, enthält auf Bärenfarmen in Hanoi gefilmte Sequenzen. Der Film wurde für Education for Nature Vietnam produziert. Dabei handelt es sich um die erste vietnamesische Nichtregierungsorganisation, die sich um die Erhaltung der Umwelt bemüht. Die Londoner Agentur Environmental Justice Foundation unterstützte die Produktion.

## Diskografie
- 1994: Xin Mat Troi Ngu Yen
- 1995: Trịnh Công Sơn – Con Mai Tim Nhau
- 1996: Vẫn Hát Lời Tình Yêu
- 1996: Chiêu Xuan
- 1996: Cho Một Người Tinh Xa
- 1997: Tiếng Hát My Linh
- 1998: Mùa Thu Khong Tro Lai
- 1999: Toc Ngan
- 2000: Tóc Ngắn 2 – Vẫn Hát Lời Tình Yêu
- 2003: Made in Vietnam
- 2004: Coming to America
- 2005: Chat với Mozart
- 2006: Để Tình Yêu Hát
- 2011: Một Ngày (Toc Ngan Acoustic)